# ビッグス&ウェッジ
ビッグス&ウェッジ（Biggs and Wedge）は、スクウェア・エニックス（旧スクウェア）のコンピュータゲーム「ファイナルファンタジーシリーズ」に登場する架空のキャラクター。

## 概要
『ファイナルファンタジーVI』で初登場以降ほとんどのシリーズに端役でスター・システム的に登場する。
名前の由来は映画『スター・ウォーズ・シリーズ』に登場するキャラクター、「ビッグス・ダークライター」と「ウェッジ・アンティリーズ」である。

## 登場作品
ファイナルファンタジーVI
シリーズ初登場。ティナを連れてナルシェに侵攻した帝国兵。序盤の少しの間だけプレイヤーとして操作可能。FFシリーズではこの作品のみ、名前がビックスとなっている。魔導アーマーに搭乗してナルシェのガードやモンスターを蹴散らし、氷漬けの幻獣を発見するが、ティナと幻獣の共鳴現象によって消失してしまう。
クロノ・トリガー
千年祭のイベントのひとつ「ノルシュテイン・ベッケラーの実験小屋」のミニゲームで登場。『FFVI』のビッグス&ウェッジ本人が時空を超えて『クロノ・トリガー』の世界に飛ばされてしまったと『Vジャンプ』のコーナーで解説されていた。ただし、本作より名前が『FFVI』のビックスからビッグスに変わっている。なお本作では彼らに加え、ピエットという新メンバーも登場するが、彼もビッグス、ウェッジら同様『スター・ウォーズ・シリーズ』の登場人物、ファーマス・ピエットが由来である。
ファイナルファンタジーVII / ファイナルファンタジーVII リメイク、ファイナルファンタジーVII リバース
声 - 阪口周平（ビッグス）、淺井孝行（ウェッジ）
アバランチに雇われているメンバー。ビッグスは酒に酔うと態度が大きくなる。ウェッジは語尾に「っす」をつける癖がある。アバランチには彼らのほかにジェシーという女性メンバーもいる。序盤において主人公らの同僚であり、物語中でも多く絡みがあるが、戦闘シーンは無い。ジェシーを含めた3人共、ミッドガルスラム七番街に侵攻した神羅との戦闘で負傷し、七番街のプレート落下に巻き込まれて死亡する。特にアバランチのリーダーを務めたバレットは彼らに対し思い入れも深く、仇討ちの意味もこめて神羅と戦う。
リメイク三部作では展開が少し変わっており、ウェッジのみ七番街のプレート落下を生き延びるも、最終的には神羅ビルでフィーラーによって突き落とされてしまい死亡する。一方、『リメイク』終盤の出来事で別の可能性の並行世界が発生しており、そちらではビッグスのみが生き延びている。
ファイナルファンタジータクティクス
ミニゲームで登場。
ファイナルファンタジーVIII
ガルバディア兵。ビッグスが上官でウェッジが部下。2度ほど対戦することになる。『VI』や『VII』よりもお笑い担当としてのイメージが強い。当初ビッグスは少佐だったが、失敗続きのためウェッジと一緒に二等兵に降格されてしまう。最後はガルバディアに愛想を尽かし、田舎に帰った模様。
戦闘では、味方にリフレクを張り、ウェッジの魔法を跳ね返してビッグスに命中させると、ウェッジがビッグスに攻撃されてしまうという演出がある。またウェッジを混乱させビッグスを攻撃させるとカウンターで反撃され正気に戻り、専用のセリフも出る。またウェッジはHPが減ると「キレて」少し強くなる。
『クロノ・トリガー』で共にいたピエットも、彼らとは関係のない役どころで登場する。
なお、作中のカードゲームに彼らのカードが存在する。
元々は本作に登場する予定ではなかったが、当時の『Vジャンプ』のコーナー「FFコロシアム」において彼らの人気が高かったため、それを見た開発スタッフが彼らの再登場を決め、この作品にも登場する事となった。
ファイナルファンタジーX、ファイナルファンタジーX-2
ルカスタジアムの警備をしている。ブリッツボールのチームメンバーとしてスカウト可能で、『X-2』でのブリッツボールチーム「カモメ・ダン」の初期メンバー。
チョコボの不思議なダンジョン2
村に住む黒魔道士として登場する。また、『FFVII』で彼らと共にいたジェシーと同名のキャラも同じく黒魔道士として登場（ただし、口調は男性風である）。
チョコボの不思議なダンジョン 時忘れの迷宮
かつて時忘れの街を守るために破壊神と戦った「九人の勇者」の一員。ビッグスは暗黒騎士で、ウェッジは竜騎士。
キングダム ハーツII
ビッグスはトワイライトタウンで、ウェッジはホロウバスティオン（レイディアントガーデン）でそれぞれ防具屋の店員をしている。ジェシーも同じくトワイライトタウンでアクセサリー屋の店員として登場する。
ファンタジーアース ゼロ
ある国でビックス（『FFVI』と同じ名前）がマネージャー、ウェッジ（この作品世界では女性）がオフィシャルショップ店員として働いている。
クライシス コア ファイナルファンタジーVII
ニブル平原に登場するロボットの名前として登場。
ファイナルファンタジーIV THE AFTER 月の帰還
序章において、セシルの息子セオドアの「赤き翼」での上司として登場。特にビッグスは王子であるセオドアに対しても非常に厳しい態度で接する。序盤でバロンに帰還途中に魔物の襲撃に遭い、セオドアを庇い死亡する。プレイヤーに操作方法やシステムを教えてくれる他、ビッグス＆ウェッジでのバンド技（連携攻撃）も存在する。スポットで仲間になるため、レベルは上がらない。
なお、前作『ファイナルファンタジーIV』では彼らの名前は登場しないが、『FFIV TA』にて、前作のオープニングに登場していた隊員達の中の二人が彼らだったとされており、小説版『FFIV』でも物語開始直後のミシディアからの帰還途中に隊長であるセシルへ任務に対する不満を漏らしていた「赤き翼」の隊員がビッグスだったとされている。
ディシディア ファイナルファンタジー
マニュアル説明時と『FFVI』プレイヤーアイコン（『FFVI』と同じ「ビックス&ウェッジ」名義）で登場している。
ファイナルファンタジー レジェンズ 光と闇の戦士
序章において、ルクス城の門番兵として登場。
ライトニング リターンズ ファイナルファンタジーXIII
ユスナーンのサイドクエストに兄弟として登場。登場時点では名前は明かされていないが、いくつかサイドクエストをクリアすると本名を名乗る。
ファイナルファンタジーXIV 新生エオルゼア
声 - 井上剛（ビッグス）、KENN（ウェッジ）
ガーロンドアイアンワークス社員として登場。
ファイナルファンタジーXV
声 - 花輪英司（ビッグス）、乃村健次（ウェッジ）
アラネア准将の部下として登場。
ファイナルファンタジー レコードキーパー
魔法省の特務官として登場。